# 退屈なコッペリア
『退屈なコッペリア』（たいくつなコッペリア）は、植田真梨恵の1枚目のEP。

## 内容
- 配信シングル6曲+新曲1曲が収録された初のEP。
- 植田真梨恵オフィシャルサイトでは試聴やライナーノーツなどが観覧できる。
- アルバム名の「コッペリア」とは動く人形を題材としたバレエ作品、又は小惑星の事である。

## 収録曲
1. ハルシネーション
2. 忘れもの
3. カーテンの刺繍
4. 白い月
5. 夜風
6. 箱(ボックス)
7. ナビゲーション (新曲)

| スタブアイコン | サブスタブ | この項目は、まだ閲覧者の調べものの参照としては役立たない、歌手に関連した書きかけの項目です。この項目を加筆・訂正などしてくださる協力者を求めています（P:音楽/PJ:芸能人）。 |